# Бутаре
Бутаре (руанда Butare; до 1962 года — Астрида [руанда и фр. Astrida]), с 2006 года официально называется Хуе (руанда Huye) — город в Южной провинции Руанды.

## История
Город был основан в 1920-х годах бельгийцами, являлся административным центром резидентства Руанда и одним из центров бельгийской колонизации региона, в период которой носил название Астрида в честь королевы-консорт Бельгии Астрид и считался «колониальной столицей» Руанды.
В 1962 году, после обретения страной независимости, под названием Бутаре стал административным центром одноимённой провинции, упразднённой в результате реформы 2006 года, по итогам которой вошёл в состав новосозданной Южной провинции; а также был переименован в Хуе, однако в иностранных источниках продолжилось активное употребление старого названия.

## Население
Население города, на основе данных переписи, в 2012 году составляло 50 220 жителей, а по оценочным данным на 2015 год — 89 600 человек.

## Транспорт
В Бутаре расположен небольшой гражданский аэропорт.

## Наука и образование

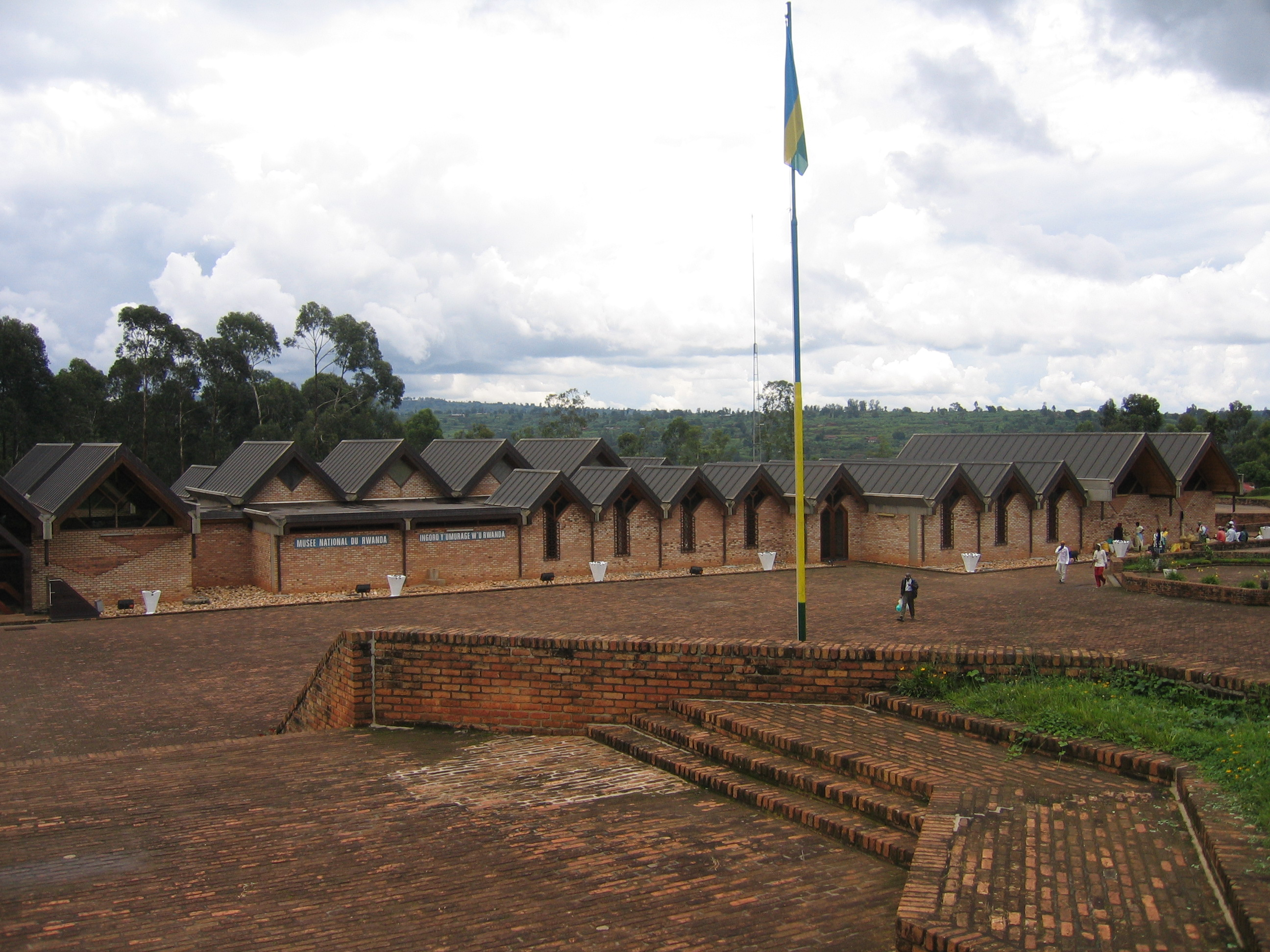
Национальный музей

Бутаре — образовательный и научный центр страны. В городе находятся: один из кампусов Университета Руанды (создан в 2013 году на базе Национального университета Руанды, основанного в 1963 году), семинария Ньякибанда, Национальный институт научных исследований, Институт агрономических исследований, Национальный педагогический институт. В Этнографическом музее хранятся экспонаты по истории, культуре и этнографии.

## Религия
11 сентября 1961 года буллой римского папы Иоанна XXIII была учреждена епархия Римско-Католической церкви с центром в Астриде.

## Персоналии
Список уроженцев города, о которых есть статьи в Википедии, см. тут.
- Жан-Батист Гахаманьи — католический прелат, епископ местной епархии с 1961 по 1997 год.
- Филипп Рукамба — католический прелат, епископ местной епархии с 1997 года.
- Агата Увилингийимана — руандийский политический деятель, премьер-министр страны с 1993 по 1994 год, бо́льшую часть жизни прожила в Бутаре.
- Жан Камбанда – политический и государственный деятель, премьер-министр Руанды.